# Rupert Mittermüller
Rupert Mittermüller OSB (né le 7 juin 1814 à Mainburg sous le nom d'Anton Mittermüller et mort le 10 décembre 1893 à Metten) est historien et moine bénédictin à l'abbaye bénédictine bavaroise de Metten.

## Biographie
Après avoir obtenu son diplôme de l'actuel lycée Guillaume de Munich (de) en 1832, Anton Mittermüller étudie d'abord au lycée de Landshut, puis à l'Université de Munich. Pendant ce temps, il est un élève du Georgianum (de). En 1837, il est ordonné prêtre à Ratisbonne et travaille d'abord comme prêtre diocésain avant d'entrer à l'abbaye bénédictine de Metten en 1840. Lors de sa profession, il reçoit le nom religieux de Rupert.
Dans les années qui suivent, Rupert Mittermüller travaille d'abord comme professeur au lycée de Metten (1841-1843 ; 1844/45) et au lycée Louis de Munich (de) (1843/44). Après un bref passage en tant qu'administrateur du domaine du monastère d'Andechs (1846–1849), il enseigne de nouveau l'histoire au Mettner Gymnasium. Lorsque son Guide de l'histoire bavaroise pour les écoles secondaires, publié en 1867, suscite le mécontentement du gouvernement libéral, il doît abandonner l'enseignement en 1869.
Au cours des années suivantes, il occupe les fonctions de maître des novices, de bibliothécaire et de prieur du monastère. Il travaille également au monastère en tant que professeur de théologie pour les jeunes.
Rupert Mittermüller s'intéresse particulièrement à l'histoire de l'État et de l'Église de Bavière. Il contribue à ce domaine par de nombreuses recherches et publications. En outre, il consacre ses recherches aux questions de dogmatique et d'histoire juridique ecclésiastique.

## Œuvres (sélection)
- Geschichte der Heiligtümer in Andechs, München 1848.
- Reform der katholischen Kirche, d.h. Anhang zur Schrift "Notwendigkeit einer umfassenden Reform der katholischen Kirche", München 1849.
- Die bischöflichen Knabenseminare und ihre Gegner (Programm Metten), 1849.
- Historische Erläuterungen über controverse Taten und Lebensumstände Karls des Großen (Programm Metten), 1849.
- Das Zeitalter des hl. Rupert, Straubing 1854 (2. Aufl. 1855).
- Kloster Metten und seine Äbte, Straubing 1856 (bei Google Bücher).
- Leben und Wirken des Bischofs Michael Wittmann, Landshut 1859.
- Winke zum Studium der Geschichte für Gymnasialschüler (Programm Metten), 1860.
- Kanonisches Recht der Regularen nach Bouix, Landshut 1861.
- Erbauliche Züge aus dem Leben des Bischofs Michael Wittmann, Landshut 1863.
- Herzog Arnulf von Bayern (Programm Metten), 1863.
- Die hl. Hostien und die Juden in Deggendorf, Landshut 1866.
- Herzog Albert III. von Bayern (Programm Metten; 2 Teile), 1867 und 1869.
- Leitfaden zur bayerischen Geschichte für Mittelschulen, Landshut 1867.
- Altbayerische Geschichte in Lebensbildern, Landshut 1867 (Digitalisat der Ausg. von 1871).
- Nachklänge zu dem vaticanischen Decrete von der Unfehlbarkeit des päpstlichen Lehrprimats, in: Der Katholik 1873, I, 50–68.
- S. Gregorii Magni dialogorum liber II de vita et miraculis S. Benedicti, Regensburg 1880.
- Expositio regulae ab Hildemaro tradita et nunc primum typis mandata, Regensburg 1880.
- Die lehramtliche Unfehlbarkeit des Papstes und deren Ausdehnung oder Einengung, in: Studien und Mitteilungen 7/1 (1886) 79–87.